# Isla Carrera
Isla Carrera är en ö i Chile.   Den ligger i regionen Región de Magallanes y de la Antártica Chilena, i den södra delen av landet, 2 100 km söder om huvudstaden Santiago de Chile.